# Catocala heckendorni
Catocala heckendorni là một loài bướm đêm trong họ Erebidae.